# Alfredo Félix Díaz Escobar
Alfredo Félix Díaz Escobar (Mazatlán, 12 de diciembre de 1906 - ?) fue un político y escritor mexicano.
Su esposa fue la señora Clotilde Llaca Victoria, hija del gobernador de Querétaro Constantino Llaca Nieto.
Su nieta es la política mexicana Paola Félix Díaz, hija de Cecilia Félix Díaz Llaca.

## Estudios
En su juventud ingresó como interno a la Escuela Inglesa, ubicada en el Paseo de la Reforma. Estudió idioma inglés en la High School en la ciudad del Paso Texas, Estados Unidos. Estudió ingeniería civil y topografía en la Universidad Obrera Gabino Barreda.

## Campañas militares
En 1922 se incorporó al primer regimiento de caballería a cargo del General Camargo y tomó parte en la campaña contra el General Francisco Munguía en la Ciudad de Torreón.
En enero de 1924 en la ciudad de Celaya, Guanajuato se incorporó a las fuerzas que comandaba el General José Gonzalo Escobar, hermano de su madre, la poeta revolucionaria Cecilia Zadi.
Junto al General Escobar tomó parte en la campaña iniciada en contra  de la  rebelión Delahuertista y salvó al General quien había caído herido en la batalla de Palo Verde el 9 de febrero de 1924, batalla donde se obtuvo la victoria frente a la rebelión.
Por su desempeño en las campañas militares el 11 de julio de 1925 causó alta en la escuela de preparación del Colegio Militar como Sargento Primero de infantería en instrucción.

## Diputación
Fue Diputado por el Estado de Querétaro, de septiembre de 1940 a agosto de 1943, donde presidió la Comisión Nacional Antinazi y Antifascista creada por el Congreso Mexicano en 1942.
En el debate sobre el sinarquismo en el Congreso el 14 de octubre de 1941 Alfredo Félix Díaz calificó a la Unión Nacional Sinarquista de quinta columna fascista en México, por lo que el Congreso mexicano secundó su proyecto para la creación del Comité Nacional Anti Sinarquista y en defensa de la Democracia.

## Comité Nacional Antisinarquista y en defensa de la democracia
Creó, organizó y presidió el Comité Nacional Anti Sinarquista y en defensa de la democracia, estableció la relación entre la lucha internacional contra el fascismo y la lucha interna contra los sinarquistas y agrupaciones afines.
Escribió diversas obras sobre el sinarquismo, entre ellas "Homenaje del pueblo mexicano a la Unión Soviética".
Como líder del Comité Nacional Antisinarquista y en defensa de la democracia en 1937 defendió y procuró a los llamados Niños de Morelia y a todos los sectores de exiliados españoles.

## Otros nombramientos[7]
En 1937 fue nombrado Jefe de la Brigada Roja de Ingenieros de Cárdenas durante la repartición agraria.
Fue Presidente de la Comisión Editorial de la Asociación Nacional de Periodistas A.C.

## Obra
Algunas publicaciones
Autor de Dinámica Socialista (1938), Alemán y la democracia mexicana: ideario de orientación política y social (1947), Cómo combatir al Nazifascismo en México (1942), Los Émulos de Danton (1951), Un idealista y un partido político (1951), Yo se los dije… El peligro sinarquista (1948), A la opinión pública del país: a los católicos patriotas (1943), Lucha antifascista y en defensa de la democracia (1941), México y la Unión Soviética (1951), Homenaje del pueblo mexicano a la Unión Soviética, 29 de octubre de 1942 (1944).
En coautoría
- La colonización de la Baja California (1941),
- El prestigio y la dignidad del Ejército Nacional (1946).